# Der Platz (Ernaux)
Der Platz (in anderer Übersetzung: Das bessere Leben, französischer Originaltitel: La Place) ist eine biografische Erzählung von Annie Ernaux über das Leben ihres Vaters.

## Handlung
Die Erzählung beginnt im Jahr 1967 mit Annie Ernaux’ praktischer Prüfung für den Schuldienst und ihrer anschließenden Verbeamtung. Bald darauf reist sie mit ihrem zweijährigen Sohn, jedoch ohne ihren Ehemann, in ihre Heimatstadt Yvetot in der Normandie und besucht ihre Eltern. Die Gesundheit ihres Vaters verschlechtert sich immer mehr; wenige Tage nach ihrer Ankunft stirbt er.
Die Geschichte springt zurück ins Jahr der Geburt des Vaters, 1899: Dessen Eltern sind arme Bauern ohne eigenes Land in einem Dorf in der Normandie. Mit zwölf Jahren muss der Junge die Schule verlassen und wie sein Vater als Knecht auf einem fremden Hof arbeiten. Nach dem Ersten Weltkrieg setzt die Industrialisierung in der Normandie ein, und er findet Arbeit in einer Seilerei, wo er seine spätere Frau kennenlernt. Später findet er besser bezahlte Arbeit bei einem Dachdecker. Doch nach einem Sturz vom Dachstuhl und einer schweren Gehirnerschütterung gibt er diese Stelle wieder auf, um mit einem Kredit einen kleinen Kramladen in Lillebonne zu eröffnen. Da der Laden wenig Geld abwirft, muss er zusätzlich wieder in einer Fabrik arbeiten, diesmal in einer Ölraffinerie.
Das Paar hat eine Tochter, die aber im Alter von sieben Jahren an der Diphtherie stirbt. Im Zweiten Weltkrieg wird die Ölraffinerie zerstört; das Paar flieht vor den deutschen Bombardements aus der Stadt, kehrt aber bald zurück. Kurz darauf wird, im Jahr 1940, Annie Ernaux als zweite Tochter des Paares geboren. Nach Kriegsende kehrt die Familie nach Yvetot zurück, der Vater arbeitet zunächst an der Beseitigung der Kriegsschäden mit, dann übernimmt er einen Hof mit Lebensmittelladen und Kneipe außerhalb des zerstörten Stadtzentrums. Ein bescheidener Wohlstand stellt sich ein, und er kann das Haus renovieren lassen.
Annie besucht eine katholische höhere Schule. Mit ihrem Vater kommt es nun, da sie jugendlich ist und eigene Interessen entwickelt, häufiger zu Streit. Mit 59 Jahren muss der Vater am Magen operiert werden und darf keine schwere Arbeit mehr verrichten.  Nach dem Schulabschluss besucht Annie eine Fachschule für Grundschullehrerinnen, bricht die Ausbildung jedoch ab und beginnt ein Literaturstudium in Rouen. Sie schließt Freundschaften mit jungen Frauen, die aus wohlhabenderen, bürgerlichen Familien kommen, und beginnt eine Beziehung mit einem Politikstudenten, den sie ihren Eltern vorstellt. Der Vater ist erleichtert, dass Annie in eine höhere soziale Schicht einheiraten und es einmal besser haben wird als ihre Eltern.
Annie heiratet und zieht mit ihrem Mann in eine Stadt in den französischen Alpen. Die Geschichte kehrt nun zum Anfang zurück: Sie reist zu den Eltern, die nun den kleinen Enkel kennenlernen. Der Vater erkrankt schwer, liegt nur noch im Bett und nimmt immer weniger Anteil an seiner Umwelt, bevor er schließlich stirbt.

## Stil und Thematik
Ernaux erzählt die Geschichte ihrer Familie in einem knappen, nüchternen Stil. Sie thematisiert dabei die unterschiedlichen Lebensstile und Wertvorstellungen zwischen der Arbeiterschicht, aus der sie stammt, und dem Bildungsbürgertum, in das sie aufsteigt. Dieser Aufstieg ist auch mit einer wachsenden und irgendwann unüberbrückbaren Distanz zu den Eltern verbunden. Formulierungen, die sie aus dem Sprachgebrauch des Vaters zitiert und als typisch für seine soziale Herkunft ansieht, werden in Kursivdruck eingefügt.
Der Vater wird als ein Mann charakterisiert, der sich für seine dörfliche Herkunft schämt und der versucht, dem Arbeitermilieu zu entfliehen. Dies äußert sich etwa in dem Versuch, seinen normannisches Patois abzulegen. Ein Gefühl der Minderwertigkeit gegenüber gebildeteren, „höhergestellten“ Personen wird er jedoch nie los.
Die Erzählung wird verbunden mit kurzen selbstreflexiven Textteilen, in denen Ernaux über die Arbeit des Sich-Erinnerns und des Schreibens nachdenkt und sich der Schwierigkeit bewusst wird, dem Leben ihres Vaters erzählerisch gerecht zu werden.

## Entstehung, Veröffentlichung und Adaption
Ernaux arbeitete an dem Text zwischen November 1982 und Juni 1983, im selben Jahr erschien La Place im Verlag Gallimard. Die erste deutsche Übersetzung von Barbara Scriba-Sethe erschien 1986 bei Bertelsmann unter dem Titel Das bessere Leben. Diese Version erschien 1988 in der DDR in dem vom Verlag Volk und Welt herausgegebenen Sammelband Moderne französische Prosa. 2019 erschien bei Suhrkamp eine Neuübersetzung von Sonja Finck unter dem Titel Der Platz.
2020 produzierte der Hessische Rundfunk auf der Grundlage von Fincks Übersetzung eine 78-minütige Hörspieladaption. Regie führte Erik Altorfer, Sprecherin war Stephanie Eidt, die Musik stammt von Martin Schütz.

## Rezeption
1984 wurde Ernaux für La Place der Prix Renaudot verliehen.
Auf die Neuübersetzung von 2019 folgten überwiegend lobende Rezensionen. In ihnen wird die „Genauigkeit und Feinheit“, die „bescheidene, sachliche und fast dokumentarische Art“ von Ernaux’ Stil hervorgehoben, durch den sie „ohne jemals sentimental zu werden [...] durchaus ergreifend“ erzähle.
Wegen des tiefen Eindringens in die eigene Familiengeschichte wird Der Platz als Vorläufer späterer autobiografischer oder autofiktionaler Werke von Édouard Louis, Didier Eribon oder Karl Ove Knausgård angesehen. Über die bloße Familiengeschichte hinaus wird die Erzählung auch als „berührende Milieustudie“ gelesen, die „am Persönlichen das Allgemeingültige sichtbar“ machen und „den Sprachlosen eine Stimme geben“ will. Sie sei „Porträt eines Typus und einer Schicht (...) verzweifelter Stimmlosigkeit“ (Barbara Vinken).